# 石川県道149号潮津串線
石川県道149号潮津串線（いしかわけんどう149ごう うしおづくしせん）とは、石川県加賀市から同県小松市を結ぶ一般県道（石川県道）である。

## 概要
- 起点：石川県加賀市新保町ケ8番4地先（＝源平橋交差点、石川県道39号山中伊切線交点）
- 終点：石川県小松市串町チ125番1地先（＝石川県道145号串加賀線交点）

起点より北東へ進む。柴山潟干拓地の北側を囲むように、北東 - 東 - 南東方向へと進む。小松市立御幸中学校前や串町公民館前を経て、終点に至る。

## 歴史
- 2024年（令和6年）1月1日 - 能登半島地震が発生。加賀市新保町[1]で路盤が陥没、一時通行止となる被害。

## 接続道路
- 石川県道39号山中伊切線（加賀市新保町・源平橋詰交差点：起点）
- 石川県道107号新保矢田野線（同市新保町・新保町交差点）
- 石川県道158号日末村松線（小松市佐美町・佐美町交差点
- 石川県道145号串加賀線［新道］（同市村松町・村松町交差点）
- 石川県道145号串加賀線（同市串町：終点）

## 通過する自治体
- 石川県
  - 加賀市 - 小松市